# أكل الأجانب واجباتي المنزلية
أكل الفضائيون واجباتي المدرسية هو الكتاب الأول من سلسلة مؤلفة من أربعة كتب كتبها بروس كوفيل. يشار إلى السلسلة عمومًا باسم مغامرات بروس كوفيل الغريبة أو مغامرات رود أولبرايت الغريبة.  كتاب "أكل الفضائيون واجباتي المدرسية" نُشرلأول مرة من قبل علاء الدين في عام 1993. عُرض فيلم مستوحى من الكتاب لأول مرة على نتفليكس في عام 2018. 

## الفيلم
أكل الفضائيون واجباتي هو فيلم مقتبس من رواية أكل الفضائيون واجباتي من إخراج شون ماكنمارا . هذا الفيلم من بطولة مجموعة من الممثلين بقيادة جايدن جريج وويليام شاتنر ودان باين وكريستيان كونفيري  وأليكس زاهارا. عُرض الفيلم لأول مرة على نتفليكس في 6 مارس 2018 في الولايات المتحدة.

## كتب أخرى في السلسلة
- لقد تركت حذائي الرياضي في البعد X
- البحث عن الخطم (عنوان المملكة المتحدة:كائنات فضائية سرقت والدي)
- لقد سرق الأجانب جسدي.

## الروابط الخارجية
- ُAliens Ate My Homework عنوان مُدرج في قاعدة بيانات الخيال التأملي على الإنترنت